# Tortellini

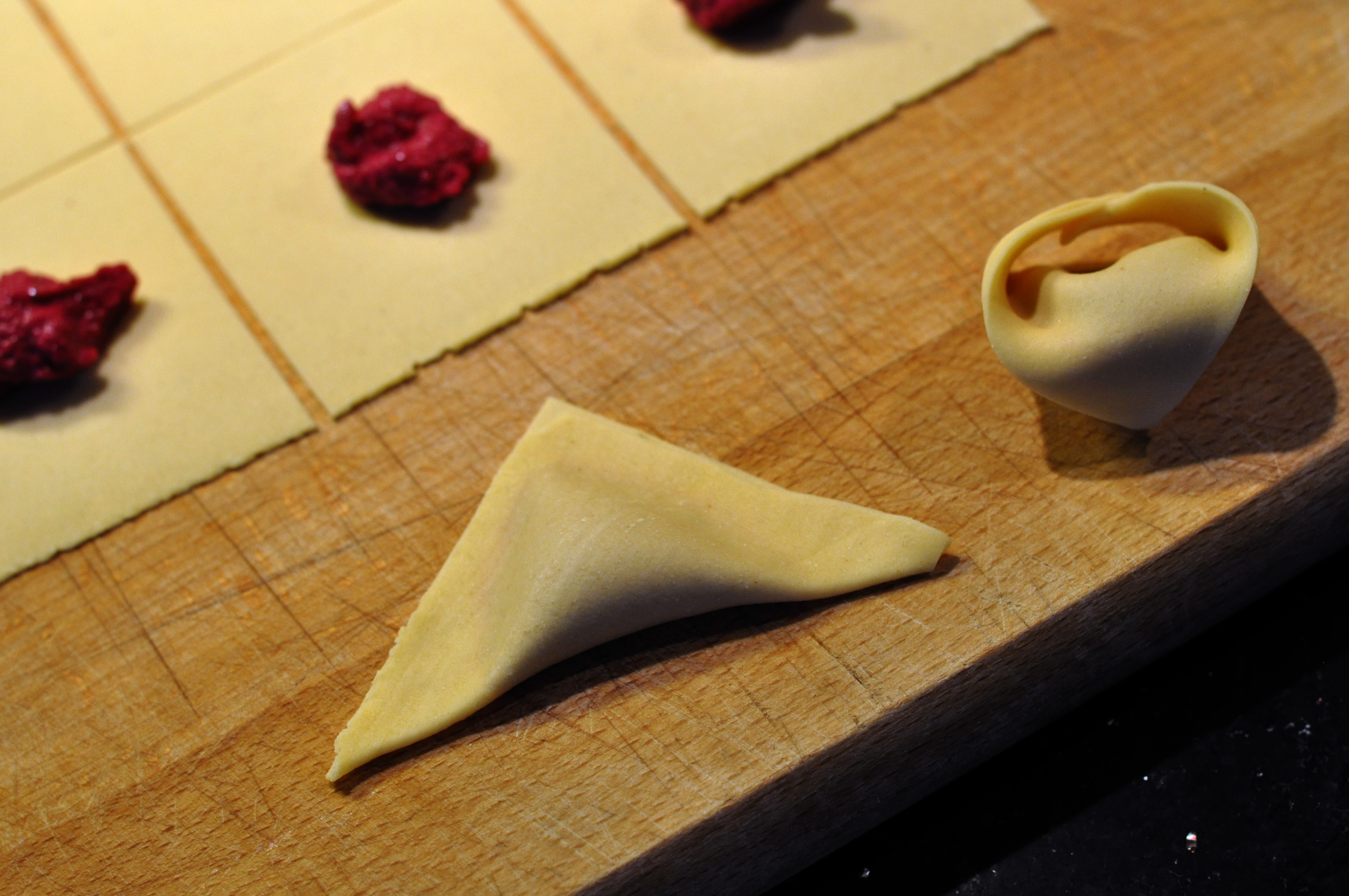
Tillverkning av tortellini med rödbets- och ricottafyllning.

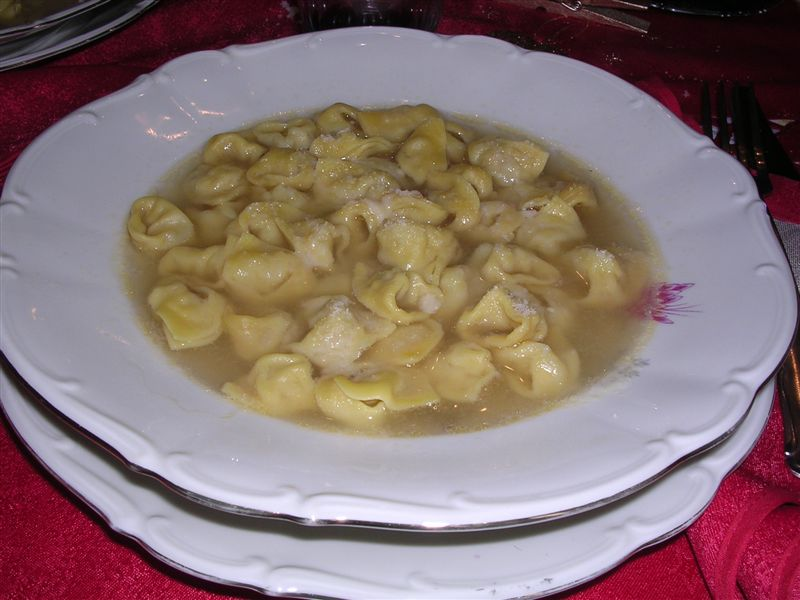
Tortellini i buljong.

Tortellini, från italienskans "torta" (tårta eller vridning), är en sorts ringformad pasta som kan ha olika typer av fyllning, exempelvis skinka, svamp eller (parmesan-)ost.
Pastan kommer ursprungligen från den italienska regionen Emilia-Romagna och där serveras den i buljong, med grädde, eller med en ragu eller liknande sås (särskilt i Bologna och Modena). De flesta restauranger i Bologna såväl som "La Confraternita del Tortellino" är ense om att den äkta tortellinin endast serveras med hemlagad buljong. Tortellini med grädde är accepterat i Bologna, men detta kritiseras av somliga. Tortellini med ragu, även om det finns, anses av många i Bologna vara icke autentiskt.
Tortelloni är en större variant av tortellini, och är vanligtvis fylld med ricotta och bladgrönsaker, som spenat. Det finns även varianter där grönsakerna ersatts med Karl Johanssvamp eller valnötter. Tortelloni serveras vanligen med ragu eller smält smör och kryddsalvia. 
Förpackad kyld eller fryst tortellini och tortelloni finns på många platser i världen. Även torkad tortellini förekommer. 

## Mytologi
Tortellinins ursprung är mytomspunnet. Enligt en legend skall rätten ha skapats i Castelfranco Emilia. Lucrezia Borgia var på en resa och tog in på ett värdshus i en liten stad. Värden fångades av hennes skönhet och kunde inte låta bli att kika in i hennes rum genom nyckelhålet, men han kunde bara se hennes navel. Synen inspirerade honom att skapa tortellinin den natten.[källa behövs]
För andra symboliserar tortellinins form kärlekens gudinna Venus.